# Rábacsanak
Rábacsanak es un pueblo húngaro perteneciente al distrito de Csorna en el condado de Győr-Moson-Sopron, con una población en 2013 de 468 habitantes.
Se conoce su existencia desde 1351. En sus primeros tiempos era una hacienda vinculada a la diócesis de Győr. El asentamiento original fue destruido en 1594 y reconstruido en 1619. Del pueblo reconstruido en el siglo XVII se conserva, como principal monumento, una columna toscana dedicada a Santa María y San Sebastián. El pueblo actual data de los siglos XIX-XX, ya que la localidad fue afectada por las Guerras Napoleónicas en 1809, por epidemias de cólera en 1832 y 1855 y por un incendio en 1873. En 1927 se construyó en la localidad una iglesia neorrománica.
Se ubica unos 10 km al sur de la capital distrital Csorna, junto a la carretera 86.